# Polar Park (série télévisée)
Pour les articles homonymes, voir Polar Park.
Production
Diffusion
Polar Park est une mini-série télévisée française en 6 épisodes de 52 minutes, créée et réalisée par Gérald Hustache-Mathieu et produite par Arte France et 2.4.7. MAX. Elle est disponible sur le service de vidéo à la demande Arte.tv à partir du 25 octobre 2023 et diffusée sur la chaîne de télévision Arte les 2 et 9 novembre 2023. Au Québec, elle est diffusée sur Télé-Québec à partir du samedi  2 novembre 2024.  Les rôles principaux sont joués par Jean-Paul Rouve et Guillaume Gouix qui forment un duo d’enquêteurs composé du romancier David Rousseau et de l'adjudant de gendarmerie Louvetot cherchant à élucider une série de meurtres. Dérivée du film Poupoupidou sorti en 2011, du même réalisateur, la série en reprend les personnages et l'intrigue se déroule au même endroit, le village de Mouthe (département du Doubs), réputé être le village le plus froid de France,.

## Synopsis
David Rousseau, écrivain parisien en manque d'inspiration, se rend à Mouthe, le village de son enfance, après avoir reçu un message intrigant lié à un secret de famille. Peu après son arrivée dans la localité la plus froide de France, un meurtre particulier est commis. Pour cet auteur de romans policiers, c'est l'occasion d'explorer de nouvelles sources d'inspiration et d'échapper ainsi au syndrome de la page blanche. D'autres meurtres ont lieu qui reproduisent le même procédé, les victimes étant mises en scène pour reproduire des œuvres d'art, laissant penser que ces crimes sont la réalisation d'un tueur en série. David Rousseau se lance dans une enquête pour en apprendre davantage, venant perturber celle de l'adjudant de gendarmerie Louvetot qui est officiellement chargé des investigations.

## Production

### Fiche technique
- Titre : Polar Park
- Créateur : Gérald Hustache-Mathieu
- Producteurs délégués : Médéric Albouy, Marc-Antoine Robert, Xavier Rigault
- Sociétés de production : Arte France, 2.4.7. MAX
- Diffuseur : Arte
- Décors : Marie-Hélène Sulmoni
- Costumes : Céline Guignard
- Photographie : Pierre Cottereau
- Montage : Claire Fieschi et Céline Cloarec
- Musique : Stéphane Lopez[3]
- Pays d'origine :  France
- Langue : français
- Année de diffusion : 2023
- Durée moyenne d'un épisode : 52 minutes
- Lieux de tournage : Mouthe (Doubs, France), Chaux-Neuve, Consolation-Maisonnettes, Les Fourgs et autres lieux du département du Doubs.
- Format d'image : 16:9

### Tournage
Le tournage a eu lieu du 4 janvier au 31 mars 2022. Outre les studios parisiens, les lieux de tournage de la série sont situés dans des communes du département du Doubs : Mouthe, Chaux-Neuve, Les Fourgs, Longevilles-Mont-d'Or, Labergement-Sainte-Marie, Les Hôpitaux-Vieux, Jougne, Pontarlier, Mouthier-Haute-Pierre, Les Gras, Morteau, Consolation-Maisonnettes, Malpas, Malbuisson et Besançon.
Bien que l'action principale de l'intrigue se situe à Mouthe, la plupart des vues aériennes du village et des scènes de rue ont été tournées aux Fourgs.

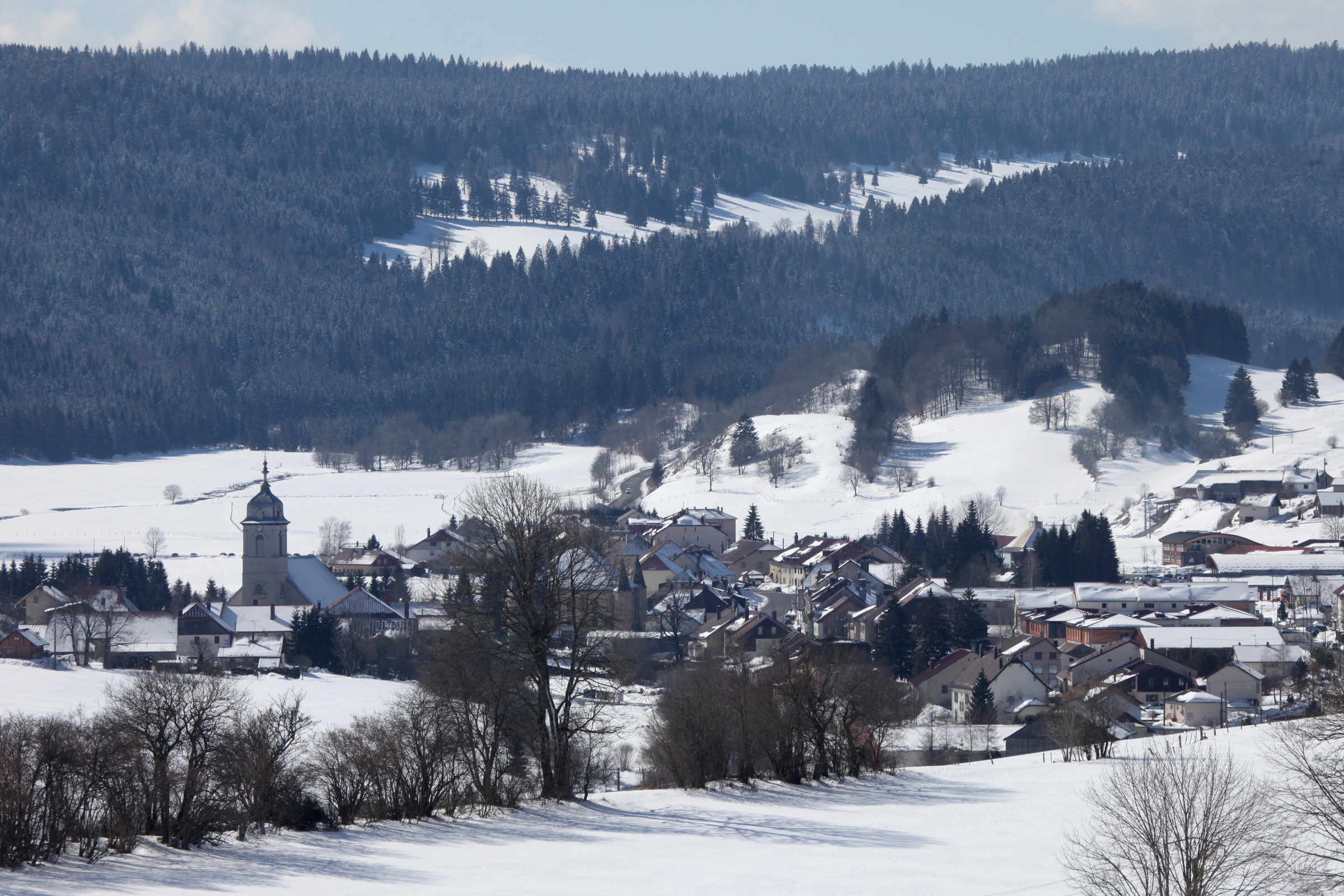
Le village de Mouthe en hiver.
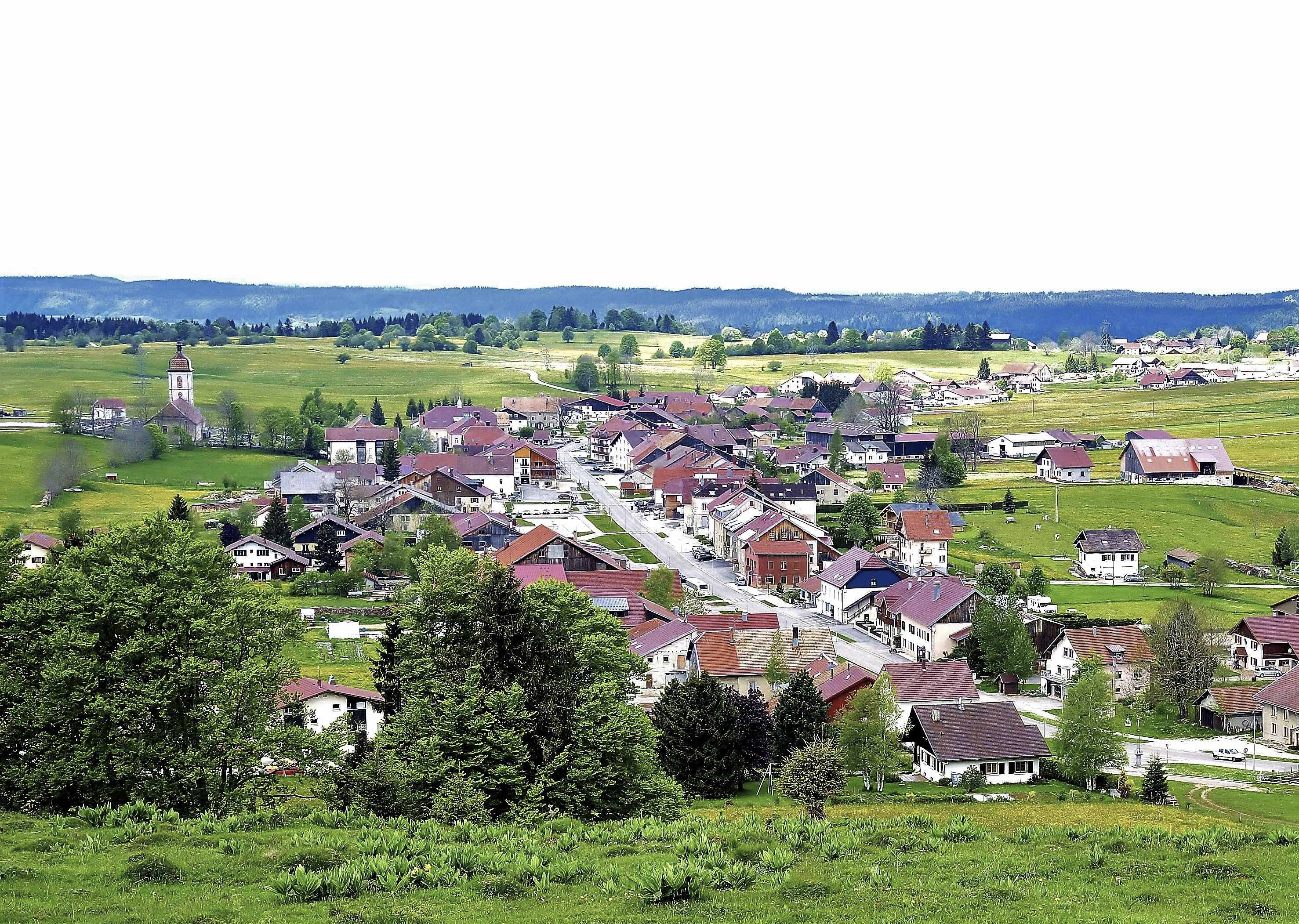
Le village des Fourgs.
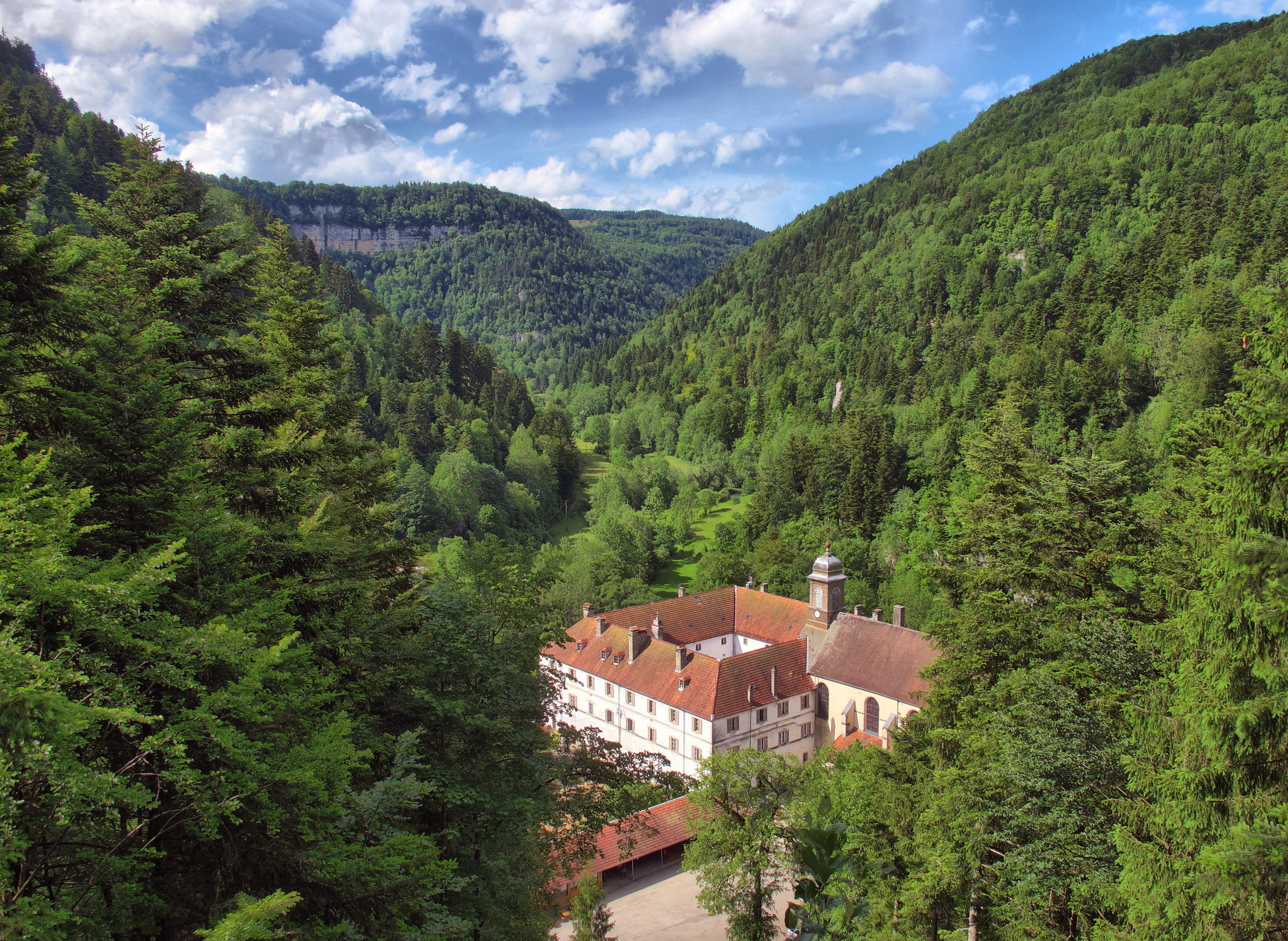
Le monastère de Consolation.
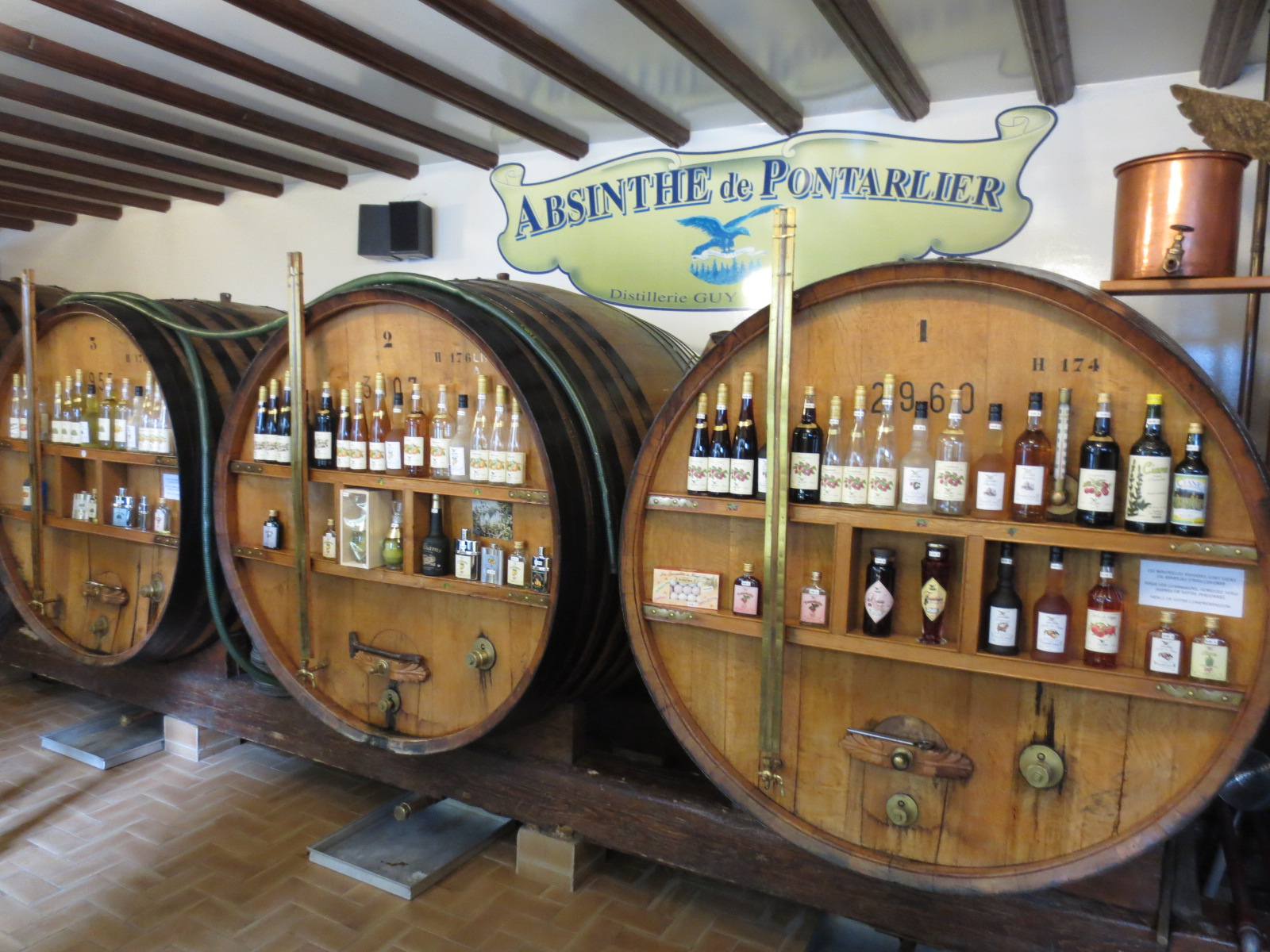
La distillerie Guy de Pontarlier.

#### Lieux de tournage
| Lieu dans la série                        | Lieu de tournage                                           | Épisodes |
| ----------------------------------------- | ---------------------------------------------------------- | -------- |
| Polar Park                                | Parc polaire, à Chaux-Neuve                                | 1        |
| Monastère du Val Dressé                   | Petit Séminaire de Consolation, à Consolation-Maisonnettes | 1 à 6    |
| Village (vues aériennes et scènes de rue) | Les Fourgs                                                 | 1 à 6    |
| Distillerie du monastère du Val Dressé    | Distillerie Guy, à Pontarlier                              | 2        |
| Bar des Flocons                           | Bar La Bousse, à Morteau                                   | 1 à 6    |
| Gendarmerie                               | Centre d'incendie et de secours, aux Fourgs                | 1 à 6    |
| Hôtel (extérieur)                         | Restaurant Chez JP, 74 Grande rue aux Fourgs               | 1 à 6    |
| Hôtel (intérieur)                         | Hôtel Les Sapins, aux Longevilles-Mont-d'Or                | 1 à 6    |
| Maison de Martial Tinguely                | Maison face à l'Hôtel Les Sapins, Longevilles-Mont-d'Or    | 1        |
| Hôpital (extérieur)                       | Hôpital René Salins, à Mouthe                              |          |
| Bibliothèque                              | Bibliothèque Parmentier, à Paris                           | 2        |
| Lycée Buzz Aldrin                         | Collège La Source, à Mouthe                                | 2 à 4    |
| Bains nudistes                            | Piscine Aqua2Lacs, à Malbuisson                            | 4        |
| Piscine                                   | Piscine Mallarmé, à Besançon                               | 1 et 2   |
| Plateau de télévision                     | France 3 Franche-Comté, à Besançon                         |          |
| Bord de rivière                           | Rives de la Loue, à Mouthier-Haute-Pierre                  | 4        |
| Bowling                                   | Le Komplex, à Pontarlier                                   | 6        |
| Casse auto                                | APRC, à Clichy-sous-Bois                                   |          |
| Camping                                   | Camping du Lac, à Labergement-Sainte-Marie                 |          |
| Maison d'Aurélie Poulidor                 | Chez un particulier, rue des Forges, à Jougne              | 4 et 5   |
| Douane                                    | Poste-frontière des Fourgs - L'Auberson                    | 6        |
| Ferme de Pierre Escale                    | Lieu-dit Champagne-Dessous, aux Gras                       |          |

### Musique
La bande originale de la série a été écrite et composée par Stéphane Lopez, qui était déjà l'auteur de la musique du film Poupoupidou. La chanson Change your mind a été composée par Dimitri Leroy et Jérémy Barlozzo, qui en sont également respectivement guitariste et chanteur, paroles également de Jérémy Barlozzo. Par ailleurs c'est Karina Ramage qui prête sa voix à la chanson de Niki (Falling, composée par Stéphane Lopez, Dimitri Leroy et Jérémy Barlozzo, paroles de Gérald Hustache-Mathieu) et aux chansons Whispers of Owls et Whispers in the woods du générique de fin (toutes deux composées par Stéphane Lopez et paroles de Gérald Hustache-Mathieu).
Le tueur en série utilise des morceaux de musique classique dans sa préparation des scènes de crime : l'opéra La Wally d'Alfredo Catalani chanté par Maria Callas (L'homme à l'oreille bandée de Van Gogh), Barcarolle d'Offenbach, extrait des Contes d'Hoffmann (Marilyn Monroe de Andy Warhol), Suite orchestrale n°3 en ré majeur de Bach (David de Michel-Ange), deuxième mouvement de la Symphonie n°7 en la majeur, op.92 de Beethoven (Femme étendue lisant de Picasso), Le Beau Danube bleu de Johann Strauss (Compression de César), Sérénade de Schubert (La Cène de Léonard de Vinci).

### Premier épisode

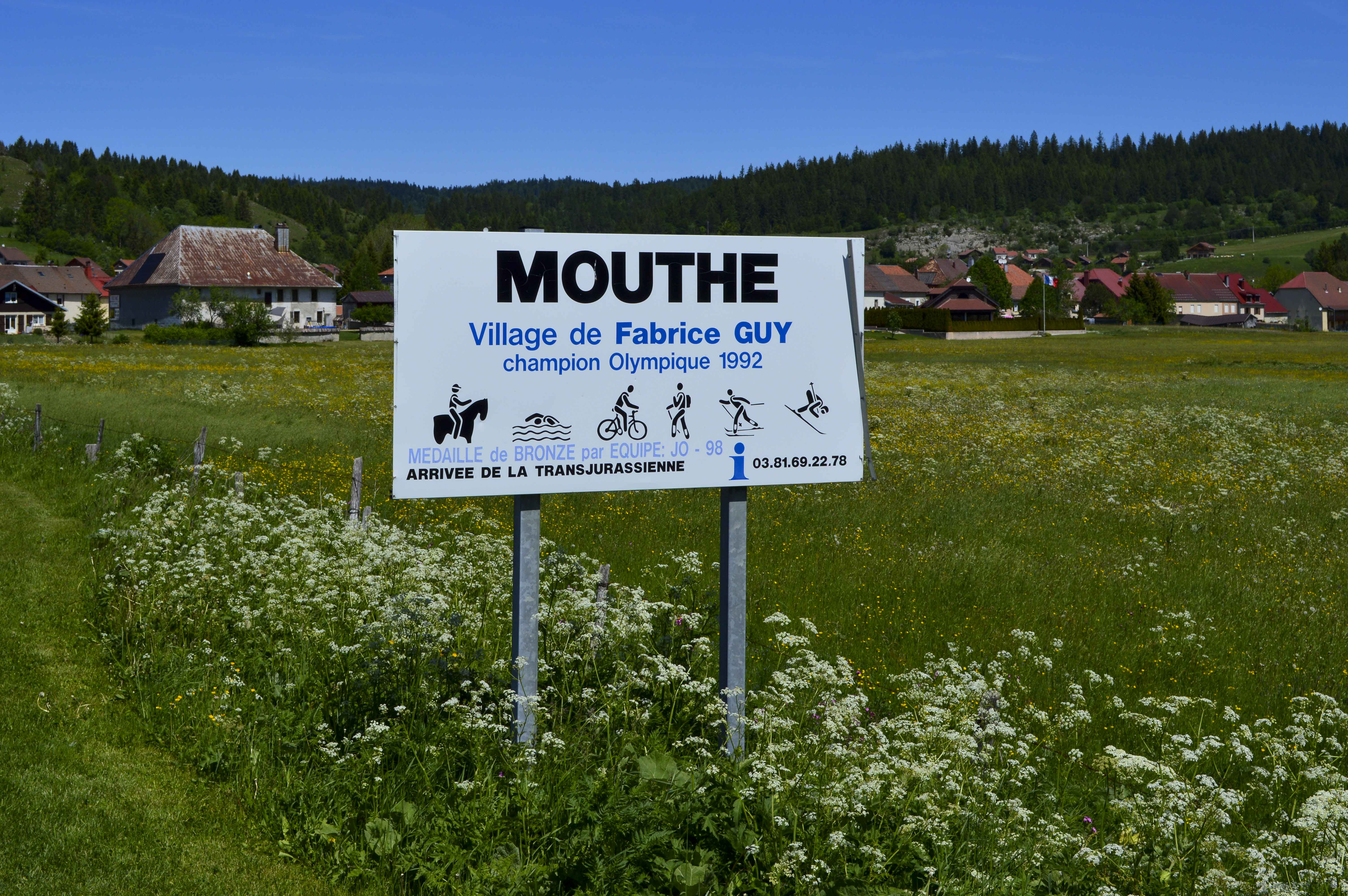
Panneau en hommage à Fabrice Guy à l'entrée du village de Mouthe.

## Distribution

Acteurs et actrices de Polar Park
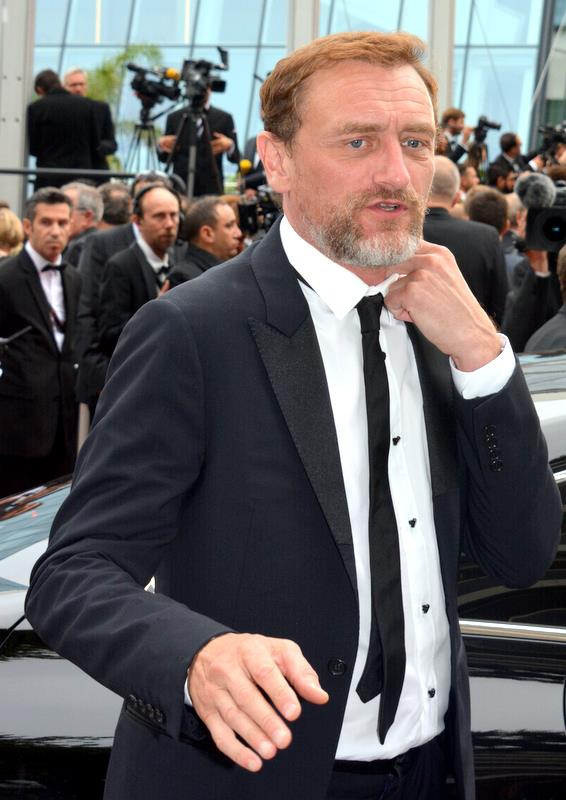
Jean-Paul Rouve interprète le romancier David Rousseau.
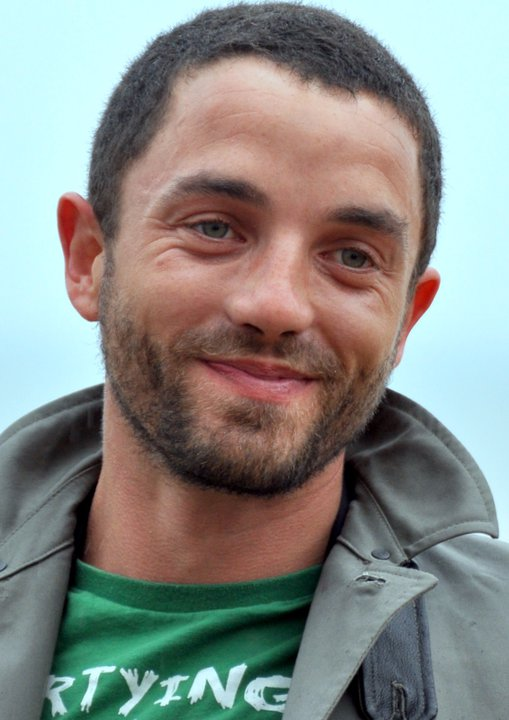
Guillaume Gouix interprète l'adjudant Louvetot.
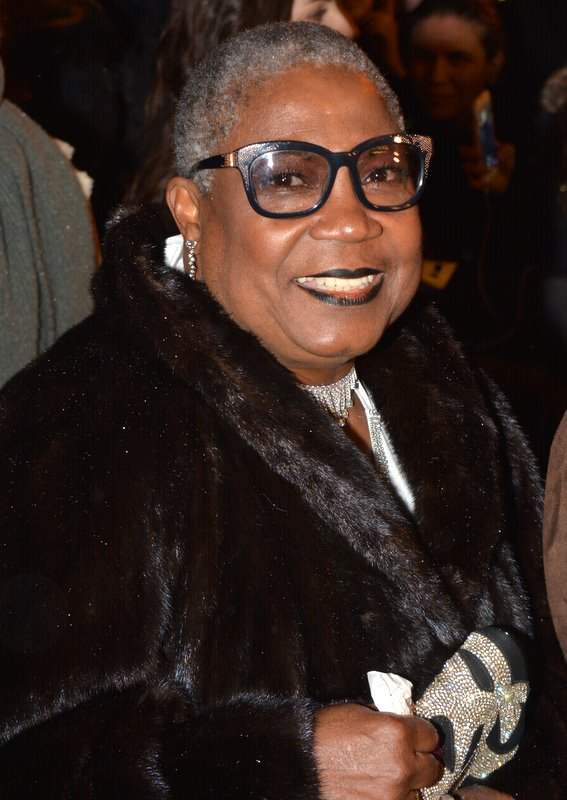
Firmine Richard interprète la commandante Bellerose.
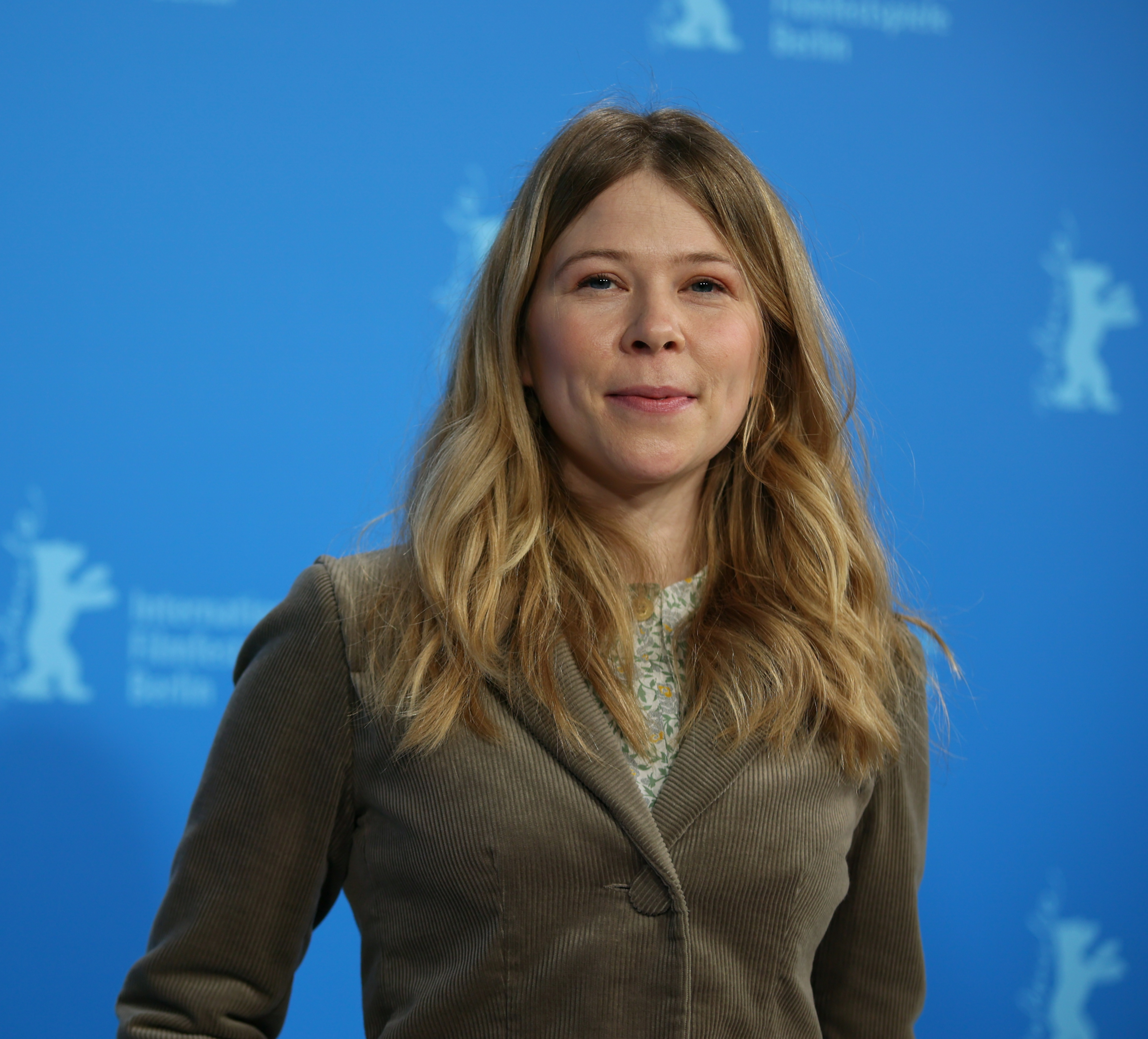
India Hair interprète la professeure de français Aurélie Poulidor.

- Jean-Paul Rouve : David Rousseau, romancier parisien.
- Claire Romain[9] : Claudine Rousseau, la mère de David.

### Les gendarmes
- Firmine Richard : la commandant Bellerose.
- Guillaume Gouix : l'adjudant Louvetot
- Julien Drion : McCree
- Jérémy Barlozzo : Barlozzo

### Les moines
- Olivier Rabourdin : Frère Auguste
- Jean-Claude Drouot : Frère Joseph
- Nicolas Pignon : Père François
- Pierre Porquet[10] : Frère Giacomo âgé
- Teddy Cannelle : Frère Giacomo jeune

### Les habitants de Mouthe
- Soliane Moisset : Niki, bibliothécaire et chanteuse au Bar des Flocons.
- Gaspard Meier-Chaurand : Hugo, un employé de la bibliothèque.
- Raphaël Thiéry : le serveur du Bar des Flocons.

- India Hair : Aurélie Poulidor, professeure de français au lycée Buzz Aldrin.
- Céleste Pierron : Lola, une lycéenne, petite amie de Victor.
- Paul Barrier : Victor, un lycéen, petit ami de Lola.
- Émilien Toinard : James, un lycéen.

- Eve Arbez : la maitresse d'école.
- Nélia Anderes : Charlotte Bourgoin, une écolière.
- Christelle Grillot : Mme Bourgoin, la maman de Charlotte.

- Adel Djemai : Lyès, médecin légiste à l’hôpital de Mouthe.
- Florent Brischoux : l'interne de l'hôpital

- Karim Barras : Godo.
- Pierre Lottin : Ulrich Becherel.
- Féodor Atkine : le chaman, père de Niki.

- Clara Ponsot : Christina, la réceptionniste de l'hôtel.
- Julian Aventurier : Julian, un écolier.
- Marc Kolodziej : Martial Tinguely, facteur et première victime (tableau de Van Gogh).
- Lisa Livane : Ginette Tinguely, la maman de Martial.
- Milo Hustache-Mathieu : le voisin de Martial Tinguely.
- Aliénor Bouvier : Roselyne Langevin, égérie du fromage Belle de Jura et seconde victime (tableau d'Andy Warhol).
- Maxime Chaptal : Pierre Escale, amour de jeunesse de Claudine Rousseau.
- Catherine Droz : Mme Escale, la mère de Pierre.
- Anne Le Ny : Anita Vita.
- Antoine Laethier : Christian Biagini, garagiste et troisième victime (sculpture de Michel-Ange).
- Claude Bourgeois : Jean-Pierre Cottereau, le témoin interrogé par les gendarmes devant sa ferme, dans le 5e épisode.
- Gérard Bôle du Chaumont : le cowboy.
- Charles Bulle : le gérant du camping
- Darko Bulatovic : le patron de la casse auto
- Christophe Bailly : le caissier de la station-service
- Yves Jeanbourquin : le conducteur du pick-up, dans le 6e épisode
- José Perez @Hola Monsieur : le youtubeur

### France 3 Franche-Comté
- Jérémy Chevreuil : joue son propre rôle de présentateur du journal télévisé régional.
- Jérôme Rousselet : Bertrand Neau, envoyé spécial.

## Épisodes

### Épisode 1
- France : 1,567 million de téléspectateurs (première diffusion)

Lors d'une sortie scolaire au Polar Park, Charlotte, une des élèves, s'éloigne de sa classe et découvre une oreille coupée dans la neige. En parallèle, l'écrivain David Rousseau arrive de Paris au monastère du Val Dressé pour rencontrer Frère Giacomo qui a des révélations à lui faire sur sa mère. Mais, à peine arrivé, Frère Auguste lui annonce la mort de Frère Giacomo dont l'enterrement est en cours. Après s'être entretenu avec le Père François qui dit ne rien savoir du secret de sa mère, il quitte le monastère. 
Sur la route du village de Mouthe, il passe devant le Polar Park et aperçoit les gendarmes qui rapportent l'oreille coupée dans un sachet transparent. Il va dîner au Bar des Flocons et, sur le chemin du retour, s'arrête à la vue d'une voiture de gendarme gyrophare allumé. Les gendarmes ont en effet reçu un appel anonyme leur demandant de se rendre dans cette maison : poussé par la curiosité, David Rousseau s'introduit dans la maison à la suite de l'adjudant Louvetot et tous deux découvrent une scène de crime. La victime, le facteur du village Martial Tinguely, a été mise en scène pour ressembler au tableau de Vincent Van Gogh Autoportrait à l'oreille bandée et à la pipe. L'écrivain expose une théorie selon laquelle ce crime ne peut être que l’œuvre d'un tueur en série à l'adjudant Louvetot qui en fait part à son tour à la Commandante Bellerose. 

### Épisode 2
- France : 1,360 million de téléspectateurs (première diffusion)

### Épisode 3
- France : 1,009 million de téléspectateurs (première diffusion)

L'adjudant Louvetot adhère finalement à la théorie de l'écrivain et fait part à son tour à la Commandante Bellerose des soupçons qui pèsent sur Hugo. David Rousseau se rend à nouveau au monastère où Frère Joseph lui montre un dessin d'Adam et Ève réalisé pour les étiquettes de bouteille d'absinthe et pour lequel sa mère a posé en compagnie de l'homme dont elle serait tombée enceinte et qui serait don le père de l'écrivain. L'adjudant Louvetot prend Hugo en filature, ce qui le mène jusqu'au monastère où se trouve déjà David qui décide de l'accompagner dans sa traque. Restant dissimulés pour pouvoir observer les faits et gestes d'Hugo, ils le prennent en flagrant délit de vol. En garde à vue, Hugo indique au gendarme qu'il a dérobé au monastère de l’élixir de clairvoyance pour lui permettre d'écrire plus facilement sa thèse et pour en revendre une partie, mais qu'il n'a absolument rien à voir avec les meurtres. 

### Épisode 6
- France : 0,781 million de téléspectateurs (première diffusion)[11]

## Personnages

### David Rousseau

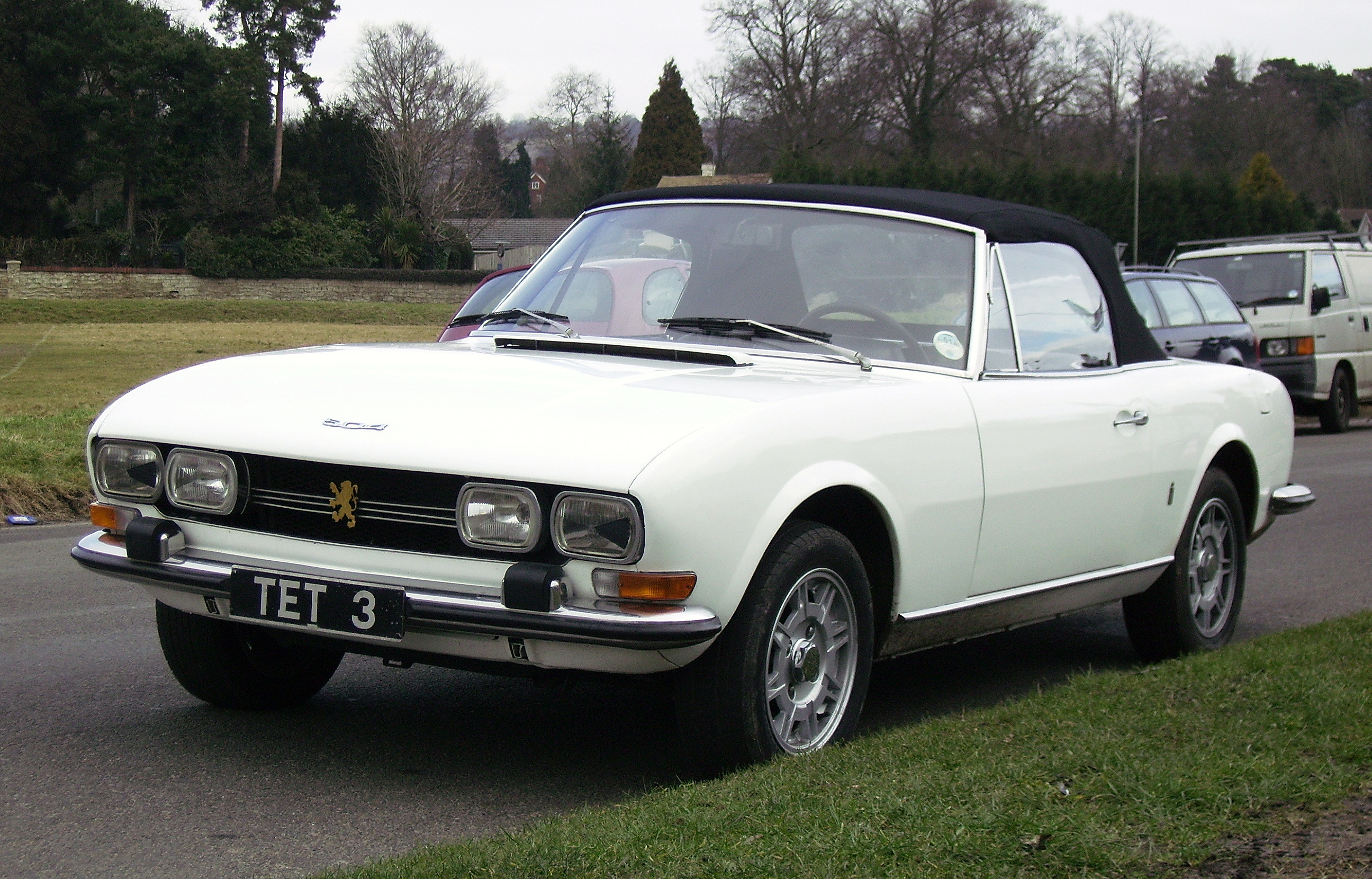
Une Peugeot 504 cabriolet blanche, modèle de la voiture de David Rousseau.

David Rousseau est un écrivain parisien à succès, auteur de polars. Il a un fils prénommé Milo qui a 13 ans et qui vit au Canada avec sa mère dont David est séparé. Ses polars sont centrés autour du personnage de l'inspecteur Magnus Hørn et portent des titres farfelus tels que Trappistines et cocaïne, Drôle de brame, Orange balsamique, Requiem pour un surfeur, L'Orfèvre du samedi soir, La Vierge aux parasols, La Groupie du botaniste... Il souffre d'hyperacousie. Un oncle du côté de son père avait une ferme à Mouthe dans laquelle David venait passer ses vacances chaque hiver, où son oncle l'accueillait avec sa femme et leur chien Scooby. Il conduit une Peugeot 504 cabriolet blanche.

### Adjudant Louvetot
L'adjudant Louvetot travaille à la gendarmerie de Mouthe sous les ordres de la Commandante Bellerose. Il est homosexuel et vit en couple avec Lyes, le médecin légiste de l'hôpital de Mouthe, mais il n'assume pas de rendre sa relation publique. Il pratique le tir à l'arc.

### Niki
Elle s'appelle en réalité Igritt. Sa mère souhaitait l'appeler Ingrid en hommage à Ingrid Bergman mais c'est son père qui a fait enregistrer sa naissance à la mairie et, ayant mal compris, lui a attribué le prénom d'Igritt. Elle est élevée par sa mère après que son père a quitté cette dernière quand Niki avait trois ans. Détestant son prénom, elle a décidé de se rebaptiser Niki après être tombée en admiration, à l'âge de 13 ans, devant la sculpture Gwendolyn de Niki de Saint Phalle, située à Bâle dans le parc du musée Tinguely. Elle travaille à la bibliothèque de Mouthe et chante le soir au Bar des Flocons.

### Hugo
Collègue de Niki, il s'occupe des prêts à la bibliothèque. Certains le surnomment Psycho Hugo. Il est fan de films de vampires et de Brigitte Fontaine et a écrit une thèse intitulée L'art de poétiser la mort dans la peinture et la sculpture ou les poires putrides sentimentales.

### Généralités

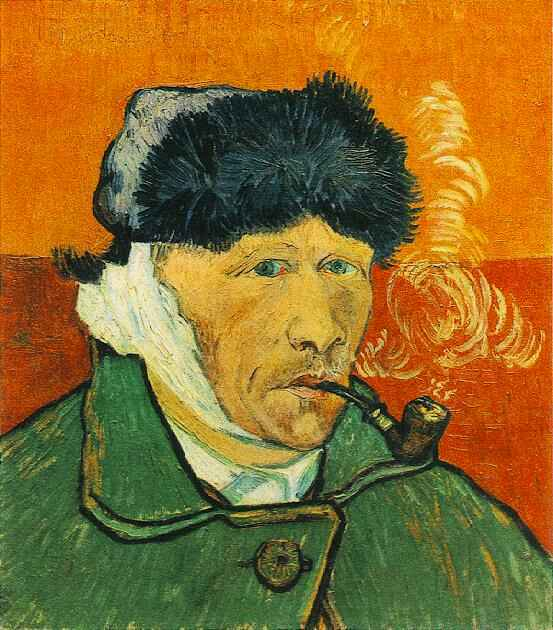
Autoportrait à l'oreille bandée et à la pipe de Vincent van Gogh.
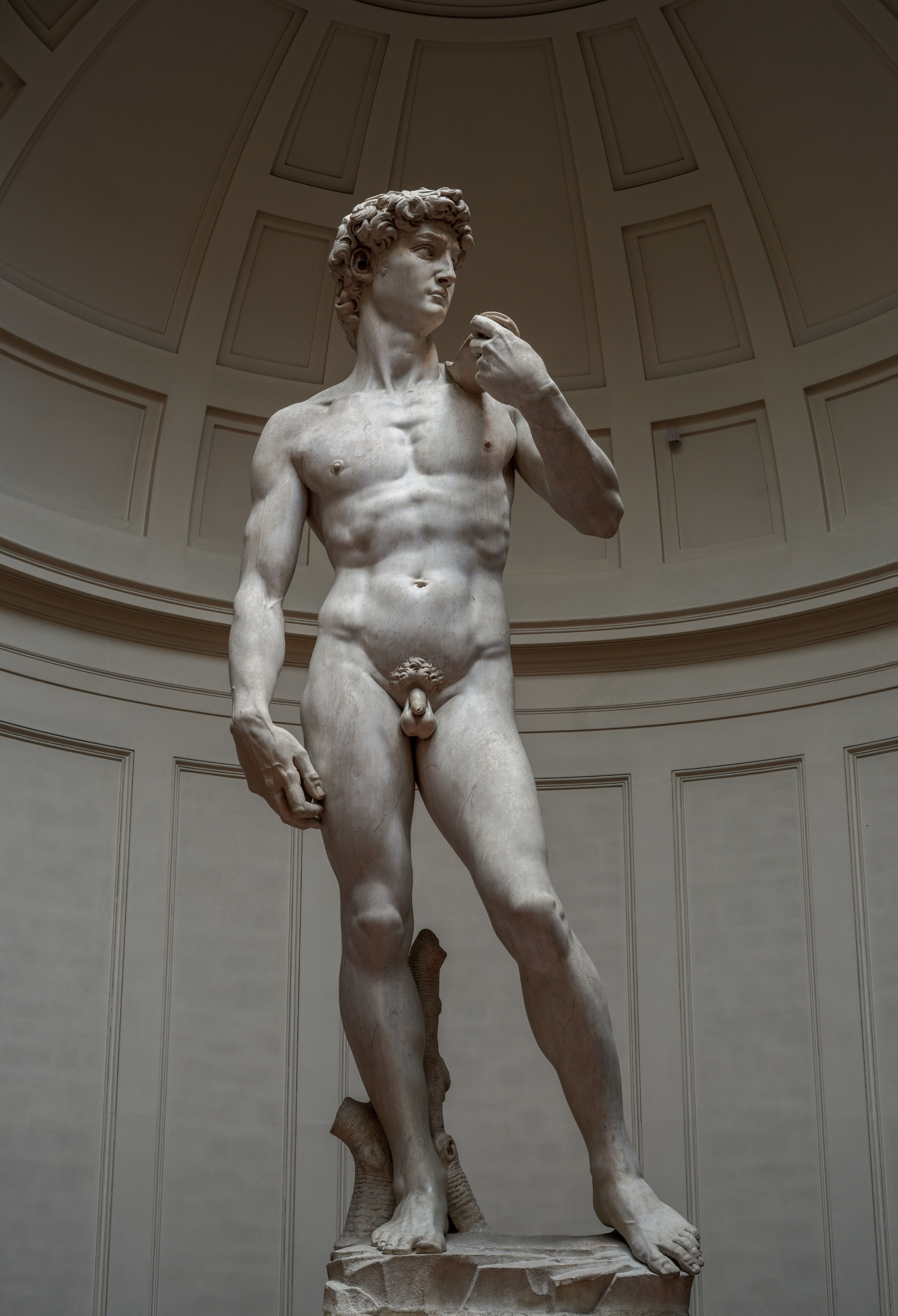
David de Michel-Ange.
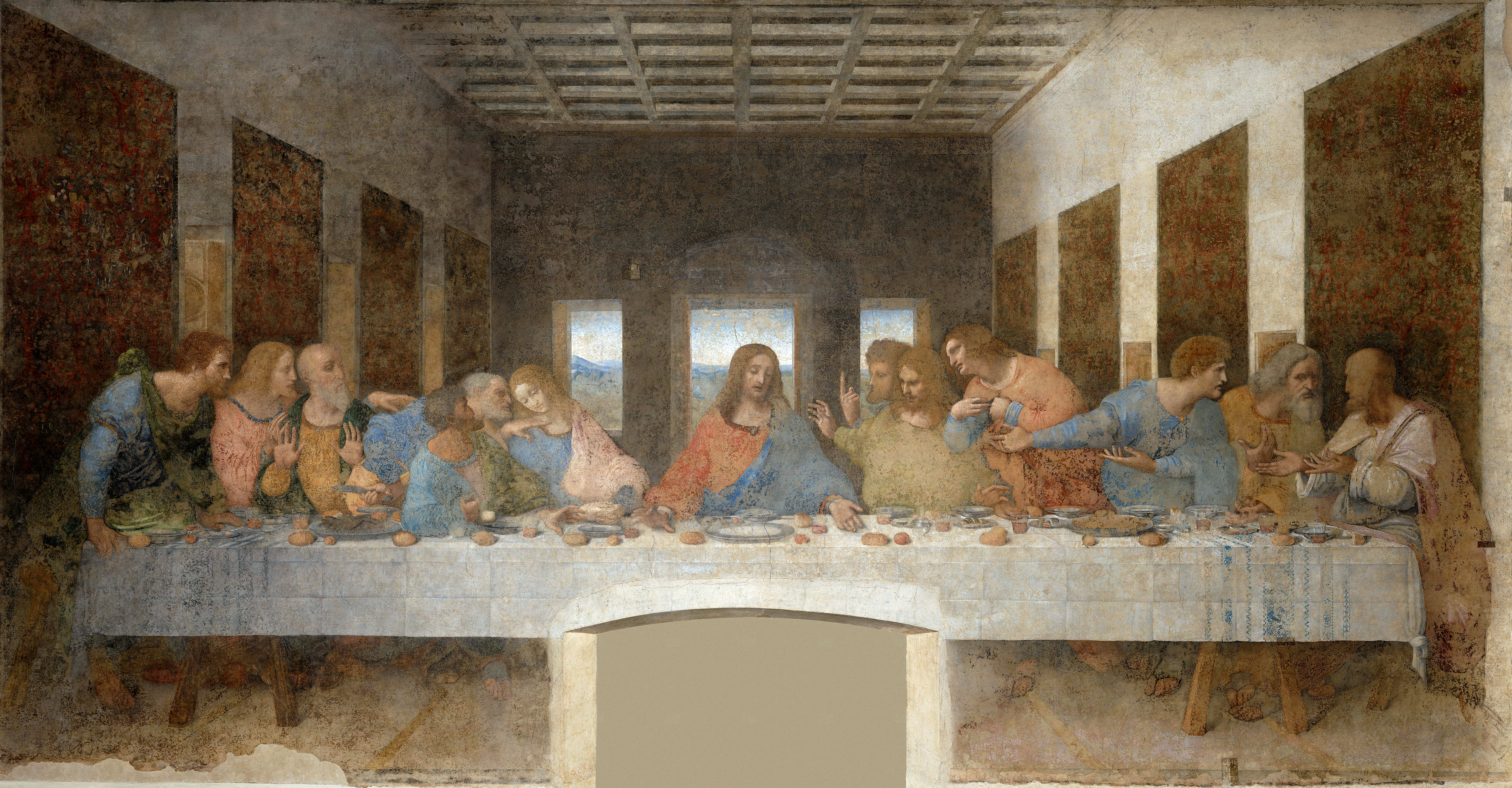
La Cène de Léonard de Vinci.